# Zweigeltrebe
Zweigeltrebe (zkratka Zw, název dle VIVC Zweigeltrebe Blau) je moštová odrůda révy vinné (Vitis vinifera), určená k výrobě červených vín. Odrůda byla vyšlechtěna v roce 1922 ve Spolkovém ústavu pro vinařství a ovocnářství v rakouském Klosterneuburgu. Odrůdu vyšlechtil Fritz Zweigelt křížením odrůd Svatovavřinecké (St. Laurent) a Frankovka (Blaufränkisch).

## Popis
Réva vinná (Vitis vinifera), odrůda Zweigeltrebe je jednodomá dřevitá pnoucí liána, dorůstající v kultuře až několika metrů. Kmen tloušťky až několik centimetrů je pokryt světlou borkou, která se loupe v pruzích. Úponky révy umožňují této rostlině pnout se po pevných předmětech. Růst je středně bujný až bujný, se vzpřímenými letorosty. Včelka je bělavě zelená, okraje uzavřených lístků jsou načervenalé, ochlupení je středně husté. Vrcholek letorostu je středně silně bíle vlnatě ochlupený, s bronzovým nádechem, mladé lístky mají hnědě bronzový nádech. Letorost je červenohnědý. Jednoleté réví je hnědé, v uzlech a kolénkách intenzívněji zbarvené, je středně silné a má středně dlouhá internodia. Zimní pupeny jsou malé, širší, zahrocené.
List je středně velký až velký, tuhý, širší než delší, tří-, zřídka pětilaločný s mělkými výkroji, tvar čepele je ledvinovitý, líc listu je tmavě zelený, slabě až silně puchýřnatý, rub listu je hladký. Řapíkový výkroj je lyrovitý, otevřený až mírně překrytý s průsvitem, ohraničený žilkami, řapík listu je středně dlouhý, stejně jako žilnatina listu v okolí řapíku načervenalý.
Oboupohlavní pětičetné květy v hroznovitých květenstvích jsou žlutozelené, samosprašné. Středně velký (150 mm, 157–194 g), často křídlatý, kónický hrozen je v dobrých podmínkách velmi hustý, při přetížení očky a v suchých půdách je řidší. Plodem jsou menší až středně velké bobule (17 mm, 1,5 g), kulaté až oválné, modročerné barvy, se středně silnou, stejnoměrně voskově ojíněnou slupkou, se šťavnatou, rozplývavou dužinou plné chuti, která je bez zabarvení. Semeno je středně velké, hruškovité, s prodlouženým zobáčkem, hnědé.

## Původ a rozšíření
Zweigeltrebe je středně pozdní, moštová odrůda révy vinné, která byla vyšlechtěna roku 1922 bývalým ředitelem vinařské školy a vinařského ústavu v rakouském Klosterneuburgu, Fritzem Zweigeltem, křížením odrůd Svatovavřinecké (St. Laurent) a Frankovka (Blaufränkisch). O její rozšíření v Rakousku se později zasloužil legendární vinař Dr. Lenz Moser a nyní je zde nejrozšířenější modrou odrůdou. Pěstována je zde především ve vinařských regionech Neusiedlersee a Dolní Rakousko, roku 2009 byla pěstována na 14,1 % plochy vinic, roku 2007 na 6 535 hektarech.
Zweigeltrebe se s úspěchem pěstuje i v jiných částech Evropy. V Maďarsku je vysazena na necelých 2 000 hektarech vinic, v Německu byla roku 2007 pěstována na 2 798 ha, dále ji lze najít ve Švýcarsku (roku 2007 na 14 ha), v Chorvatsku, Slovinsku a v Srbsku. Pár hektarů Zweigeltrebe je dokonce i za Lamanšským průlivem, v chladné Anglii a v kanadských provinciích Ontario a Britská Kolumbie. Nedávno se odrůda ujala na nově vysázených vinicích v Belgii.
V druhé polovině 60. let se začala pěstovat i v bývalém Československu, nejvíce na Moravě. Pro zajímavé biologické vlastnosti, hlavně pěstitelské, byla roku 1980 zapsána do Státní odrůdové knihy České republiky, od téhož data je zapsána také v Listině registrovaných odrůd na Slovensku. V ČR má odrůda nejvyšší zastoupení na Mostecku, Brněnsku, Mutěnicku a Strážnicku, nedaří se jí na Čáslavsku. Podíl vinic v ČR roku 1999 byl 2,5 %, roku 2010 již 4,9 %, celkově byla roku 2004 vysazena na 883 ha. Průměrné stáří vinic činilo roku 2010 asi 16 let. Na Slovensku byla roku 2004 vysazena na 70 hektarech, tedy na 0,46 % plochy vinic.
Jen v letech 1996 až 2002 byla v Česku tato odrůda nově vysazena na 211 hektarech vinic. V roce 2002 tu bylo vypěstováno téměř 150 000 sazenic Zweigeltrebe. Roku 2006 v Česku bylo registrováno pět klonů odrůdy, udržovateli jsou Ing. Alois Tománek, Šlechtitelská stanice vinařská Polešovice a ŠSV Velké Pavlovice.

## Název
Friedrich Zweigelt nejprve pojmenoval odrůdu „Rotburger“, což je kombinace barvy (Rot) a původu (Klosterneuburg), teprve roku 1975 dostala na počest šlechtitele svůj současný název (v Rakousku je nazývána Zweigelt). Původní název „Rotburger“ totiž sváděl k záměně s modrou odrůdou Rotberger, německým křížencem odrůd Trolínské (Schiava Grossa) × Ryzlink rýnský, která je na malých plochách rozšířena v Německu.
Další, lokálně používaná synonyma odrůdy Zweigeltrebe jsou : Цвейгельтребе, Цвейгельт, Цвайгельт, Клостернойбург 71, Ротбургер (vše Rusko), Blaue Zweigeltrebe, Blauer Zweigelt, Cveigelt, Cvejgelt Rebe (Bulharsko), Dr. Pinot Noir, Kék Rotburger, Klosterneuburg 71, K. 181-2-71, Rotburger (Rakousko), Zeigel (Bulharsko), Zweigelt (Rakousko), Zweigeltova réva, Zweigelt Blau (Itálie), Zweigelt szölö (Maďarsko).

## Kříženci odrůdy
Gertrude Mayer vyšlechtila v Klosterneuburgu roku 1970 modrou odrůdu Roesler, která je křížencem odrůd Zweigeltrebe × Klosterneuburg 1189-9-77 (Seyve Villard 18-402 × Frankovka) a kombinuje kvalitu mateřské odrůdy s dobrou odolností vůči houbovým chorobám révy.

## Pěstování
Odrůda často poskytuje hrozny v kategoriích přívlastkových vín. Je poškozována pouze jarními mrazíky, dřevo dobře vyzrává, a proto v zimě nezmrzá, odolává mrazům do −24 °C. Vyžaduje poměrně intenzívní zelené práce na vinici a regulaci výnosů, které jsou vysoké a poměrně stabilní, problémem je někdy též nestejnoměrné vyzrávání hroznů. Podnože se volí se podle druhu půdy. Vhodné jsou hlavně podnože se silnějším růstem a pro vápenité půdy se doporučují 125 AA a Cr 2. Je předurčena na vysoké vedení s dlouhými tažni. Větší zatížení zvyšuje výnosy, ale snižuje kvalitu vína. Zatěžuje se jen 6–8 očky na 1 m². Plodnost je pravidelná a velmi dobrá, až 10–16 t/ha při cukernatosti 16,5–19 °NM a obsahu kyselin 7–9 g/l. Pro výrobu kvalitních vín potřebuje omezit počet hroznů připadajících na jeden keř pomocí vhodného řezu a probírkou.

### Fenologie
Středně pozdní odrůda raší i kvete středně raně, raší ve druhé dekádě dubna, kvete ve 2. dekádě května. Špatné počasí květy nepoškozuje. Dozrává koncem září, období sklizně trvá od začátku října zhruba do poloviny tohoto měsíce.

### Choroby a škůdci

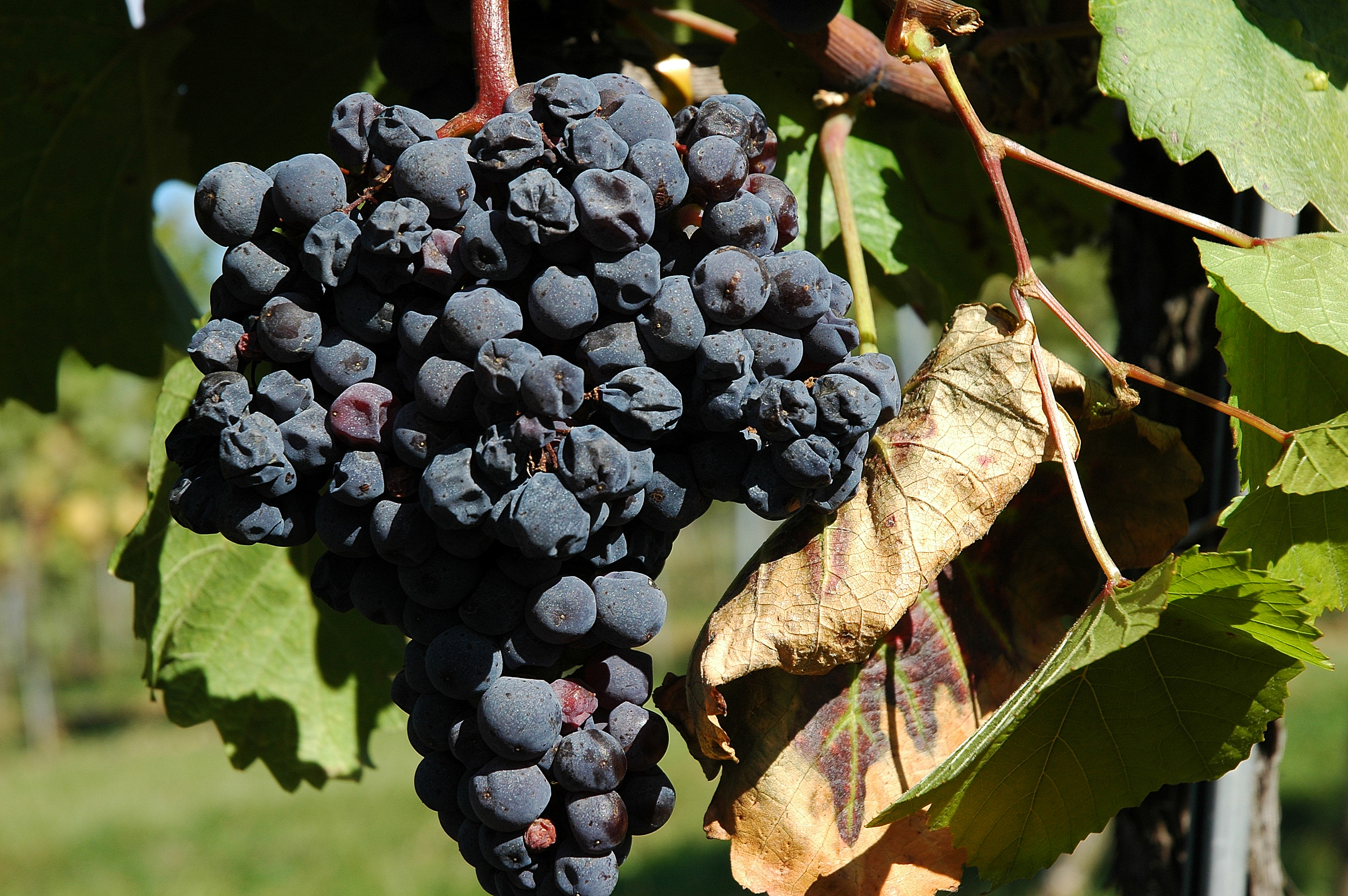
Hrozen odrůdy Zweigeltrebe, postižený vadnutím hroznů

Odrůda poměrně dobře odolává plísni révové (Plasmopara viticola) a středně dobře padlí révovému (Uncinula necator). Plíseň šedá (Botrytis cinerea) škodí za dešťů v době dozrávání. Koncem 20. století se také ukázalo, že odrůdu často napadá stolbur (fytoplazmóza). V 90. letech 20. století začalo na vinicích docházet zvýšenou mírou k vadnutí hroznů, které způsobuje více faktorů, například nedostatek draslíku v půdě, přetížení keře a stres.

### Poloha a půdy
Je vhodná i do okrajových vinařských oblastí pro své rané zrání. Tato odrůda nemá zvláštní nároky na polohu ani na kvalitu půdy. Ideální jsou svahovité a dobře exponované pozemky. Vhodné jsou dobře výživné půdy, bohaté na draslík, středně hluboké, hlinito-písčité. Lze ji pěstovat i na půdách s vyšším obsahem vápníku. Nesnáší suchá stanoviště.

## Víno
Z vyšších sklizní jsou vína hrubá. Třapinu je třeba při zpracování hroznů odstranit, je totiž bohatá na chlorofyl a nesmí se vyluhovat do moštu. Jinak jsou vína neharmonicky trpká. Při zpracování hroznů v přívlastkové kvalitě se využívá delší macerace při teplotách nad 25 °C pro optimální extrakci barvy a taninů a pro zajištění plnosti chuti. Takové víno by mělo zrát v sudech, v klasických, velkoobjemových dřevěných, nebo i v sudech barrique. Biologické odbourávání kyseliny jablečné je nenahraditelnou součástí technologie. Výsledný produkt by měl mít výrazné aroma, jemné taniny a vysokou plnost v chuti. Hrozny v jakostních kategoriích se zpracovávají krátkodobou macerací, 5–7 dní. Vína tohoto typu často zrají v nerezových tancích, za pomoci mikrooxidace dávkovači kyslíku.
Z odrůdy se často vyrábějí i rosé, technologie výroby často vyžaduje pouze několikahodinovou maceraci, okamžité lisování a výrobu přísně reduktivní metodou pro zachování kvality, barvy a svěžesti.
Barva odrůdového vína je temně rubínově červená, vůně jemná, může připomínat Svatovavřinecké, lze v ní objevit třešně, višně či švestky, chuť u mladého vína může být hrubší a drsná, po vyzrání velmi jemná, harmonická, s jemnou tříslovinkou a určitou přímočaře pevnou řízností. Při vysokých úrodách hroznů je víno této odrůdy hrubé, kyselejší a méně barevné. Z dobře vyzrálého hrozna však poskytuje tmavě zabarvené, granátové víno se zábleskem fialek. Aroma mladého vína se poměrně rychle zušlechťuje, víno však musí zrát v dřevěném sudu (nemusí být barikový). Po roce zrání pak překvapí ovocně kořenitou vůní a hebkou, sametovou chutí. Ve vůni a chuti lze hledat ostružiny, višně, višňový kompot, lesní ovoce. Víno z této odrůdy je vhodné též ke scelování. Odrůdová vína jsou vhodná ke střednědobé archivaci.

### Stolování
Vína doprovázejí bez problémů nejrůznější masité pokrmy i vydatné sýry, případně těstoviny. Vhodná jsou k jemně kořeněnému masu, bažantu, biftekům. K „zweiglu“ je vhodné například hovězí v karamelo-švestkové omáčce[zdroj?] či jemné, vysoce jakostní tvrdé sýry.